# Tradescantia brachyphylla
Tradescantia brachyphylla är en himmelsblomsväxtart som beskrevs av Jesse More Greenman. Tradescantia brachyphylla ingår i släktet båtblommor, och familjen himmelsblomsväxter. Inga underarter finns listade.